# Mall TV
Mall TV fue un canal de televisión por suscripción panameño. Era propiedad de Medcom y su programación consistía en mostrar anuncios de tiendas de compras locales, desarrollo inmobiliario, clínicas de salud e infomerciales.

## Historia
El canal comenzó sus transmisiones en el año 1998 y en televisión abierta el 1 de agosto de 2011 (reemplazo de Tele7) luego de estar 12 años en televisión por suscripción. En 2017, deja de emitir por señal abierta.
En marzo de 2017, lanzó oficialmente la señal HD por el cableoperador Cable Onda.
En mayo de 2017 cambia de nombre a Mall.
En marzo de 2020, el canal cesó sus transmisiones. Hasta la fecha se desconocen las causas ya que no existe pronunciamiento alguno, parte de la programación de "Mall" se trasladó a su canal hermano Oye TV.